# Union Bordeaux Bègles
Union Bordeaux Bègles ist eine Rugby-Union-Mannschaft aus der französischen Stadt Bordeaux im Département Gironde. Es handelt sich dabei um eine im Jahr 2006 erfolgte Fusion der Profimannschaften von Stade Bordelais und CA Bordeaux-Bègles Gironde. Die Mannschaft ist in der höchsten Liga Top 14 vertreten und trägt ihre Heimspiele im Stade André-Moga in Bègles aus.

## Geschichte
Im Jahr 2004 wurde gegen den traditionsreichen Verein CA Bordeaux-Bègles Gironde (Meister 1967 und 1991) ein Konkursverfahren eröffnet. Zur selben Zeit stieg die Rugbymannschaft des Mehrspartenvereins Stade Bordelais in die Rugby Pro D2 auf. Letzterer war vor dem Ersten Weltkrieg siebenmal Meister geworden. 2005 beschlossen die Verantwortlichen beider Vereine die Fusion der Profimannschaften; im März 2006 wurde zu diesem Zweck eine Aktiengesellschaft gegründet. Die Amateur- und Juniorenmannschaften bleiben weiterhin getrennt.
Die beteiligten Vereine konnten sich aus Gründen der Tradition zunächst nicht auf einen Kurznamen für die Mannschaft einigen. So erhielt die Mannschaft die etwas sperrige Bezeichnung Union Stade Bordelais – Club Athlétique Bordeaux-Bègles Gironde, abgekürzt USB-CABBG. Schließlich folgte im Mai 2008 die Umbenennung in Union Bordeaux Bègles. 2011 gelang der Aufstieg in die höchste Liga Top 14.

### Aktueller Kader
Der Kader für die Saison 2019/2020:

### Bekannte ehemalige Spieler
- Adam Ashley-Cooper
- Ole Avei
- Sofiane Guitoune
- Sekope Kepu
- Rohan Kitshoff
- Sisa Koyamaibole
- Daniel Leo
- Vungakoto Lilo
- Camille Lopez
- Ian Madigan
- Gordon McIlwham
- Greg Peterson
- Tevita Ratuva
- Bruce Reihana
- Nicolás Sánchez
- Baptiste Serin
- Joaquín Tuculet
- Ben Volavola